# Benjamin Gottlieb Gerlach
Benjamin Gottlieb Gerlach (* 7. Juni 1698 in Liegnitz; † 18. Juni 1756 in Zittau) war ein deutscher Pädagoge und Autor.

## Leben
Gerlach besuchte das Gymnasium in Liegnitz und Breslau. Am 11. Mai 1719 immatrikulierte er sich an der Universität Wittenberg und absolvierte ein Studium der Philosophie. Während jener Zeit dürften Martin Hassen in Ethik, Friedrich Strunz in der Dichtkunst, Jakob Karl Spener in Geschichte, Georg Wilhelm Kirchmaier in der griechischen Sprache, Johann Matthias Hase und Johann Friedrich Weidler in Mathematik beispielsweise seine Lehrer gewesen sein.
Gerlach muss über gute Geistesgaben verfügt haben, denn schon nach zweieinhalb Jahren erwarb er am 17. Oktober 1721 den akademischen Grad eines Magisters der Philosophie. Am Folgetag absolvierte er erfolgreich die Prüfung der Vorleseerlaubnis für Universitäten als Magister legens und war in der Folge als Privatdozent tätig. Jedoch scheint ein akademischer Zugang zur Universität für ihn nicht möglich gewesen zu sein. Daher bewarb er sich 1728 um die Stelle des Rektors der Wittenberger Stadtschule.
Da er den Ansprüchen von Gottlieb Wernsdorf dem Älteren entsprochen hatte, wurde er von diesem am 2. Juni in sein Amt eingeführt. Lange Zeit blieb er jedoch nicht in jener Stellung. Am 5. Juli 1730 trat er die besser dotierte Stelle des Rektors am Gymnasium in Mühlhausen/Thüringen an und wurde am 25. November 1738 Direktor des Gymnasiums in Zittau, wo er bis zu seinem Lebensende wirkte. Sein umfangreiches hinterlassenes Schriftwerk behandelt theologische sowie historische Themen, Biographien und Erbauungsschriften.

## Werkauswahl
1. Progr. de Catechismo Lutheri, Augustanae Confessionis prodromo. Mühlhausen 1730
2. Progr. de Chr. Becmanno. Mühlhausen 1738
3. Leben eines gebohrnen Laubauers,  M. Sam. Gottlieb Edelmann. Zittau 1739
4. Erbauliebe Gedanken von der durch Christi Tod auf das herrlichste bewiesenen Liebe Gottes. Zittau 1739
5. de Templo Sinensi portatili. 1739
6. Betrachtungen über die Freude in Gott, nach Anleitung der Worte Ps. 73, 28. Zittau 1739
7. Progr. de utilitate, ex Livio et Cornelio Nepote capienda, contra Sam. Pufendorfium. Zittau 1739
8. Progr. Narratio vitae M. Sam. Gl, Neubarthi. Zittau 1739
9. Progr. de Martino Opitzio, Poëta maximo Teutonico. Zittau 1739
10. Progr. I et II de neglectu litterarum humaniorum. Zittau 1740
11. Progr. invitatio ad actum dramaticum. Zittau 1740
12. Progr. de vita Seligmanni, Consiliarii Saxonici intimi. Zittau 1740
13. Progr. illustrans Act. XIX, 24. Zittau 1740
14. Diss. de templo Sinensi portatili. Zittau 1740
15. Progr. de Julio Caesare. Zittau 1740
16. Progr. von Erfindung der Buchdruckerey. Zittau 1740
17. Progr. de commodis institutionis publicae. Zittau 1741
18. Progr. de mentis Philippi Melanchthonis de re scholastica. Zittau 1742
19. Progr. de Fl. Theodosii M. Eugenii tyranni victore. Zittau 1743
20. Progr. de vita Hieron. Wolfii. Zittau 1743
21. Progr. de vita Donat. Groffii. Zittau 1744
22. Die auf die Thränensaat gewärtige Freuden – Erndte der Religion; eine Denkschrift. Zittau 1744
23. Progr. de vita Joh. Regii. Zittau 1745
24. Progr. de claris Horatita. Zittau 1745
25. Progr. de flore litterarum inter bella. Zittau 1745
26. Progr. de Tapientia cum fortitudine coniungenda. Zittau 1745
27. Denkschrift auf  M. Ch. Stephani, 5ten Schulkollegen. Zittau 1747
28. Progr. de Servio Tullio. Zittau 1747
29. Progr. de Tarquinio Superbo. Zittau 1747
30. Progr. de Schola Zittaviesi. Zittau 1748
31. Progr. de officiis divitum et paupemm. Zittau 1749
32. Progr. de vi exemplorum. Zittau 1750
33. Progr. de hortoium amaloribus apud Romanos et Graecos. Zittau 1750
34. Von Waisenhäusern; bey dem Umgange der Waisenkinder. Zittau 1750
35. Die feste Zuversicht auf Gott, als das sicherste Mittel in zeitlicher Trübsal; eine Denkschrift. Zittau 1750
36. Denkschrift auf den Cantor und Coll. IV, J. C. Grünewald. Zittau 1751
37. Progr. de arte moriendi. Zittau 1751
38. Denkschrift von der Beständigkeit im Guten. Zittau 1751
39. Denkschrift die Gewissheit der Auferstehung der Todten. Zittau 1751
40. Vom wahren Werthe der Armen; bey dem Umgange der Waisenkinder. Zittau 1751
41. Progr. de mercatu bonarum litterarum. Zittau 1751
42. Progr. de Theodosio iuniori. Zittau 1751
43. Progr. de praemiis eruditorum. Zittau 1751
44. Progr. de Zittavia eruditorum ferace. Zittau 1752
45. Progr. de virtutibus politici. Zittau 1752
46. Progr. de accommodatione praeceptorum ad captum disci-pulorum. Zittau 1752
47. Progr. de Adoniae seditioso ingenio. Zittau 1752
48. Progr. de necessitate iustitutionis puerilis. Zittau 1752
49. Die wahren Kennzeichen der Auserwählten; eine Denkschrift. Zittau 1752
50. Progr. de effectibus Constantinopoleos expugnatae. Zittau 1753
51. Progr. de variis fatis regnorum. Zittau 1753
52. Progr. de rogationibus veterum. Zittau 1753
53. Progr. de arrogantia litteratorum. Zittau 1753
54. Denkschrift auf D. Joh. Gottl. Hornigk. Zittau 1753
55. Gedult und Hoffnung, zwey köstliche Dinge in allerley Trübsal; eine Denkschrift. Zittau 1753
56. Progr. de migratjonibus litterarum. Zittau 1754
57. Denkschrift: der  geistliche Brautschmuck einer mit Jesu verlobten Seele. Zittau 1754
58. Denkschrift: von der Krone der Gerechtigkeit. Zittau 1754
59. Denkschrift: von der unermässlichen Barmherzigkeit Gottes. Zittau 1754
60. Denkschrift: die aus der Unruhe m die Ruhe versetzte Seele. Zittau 1755
61. Denkschrift: von Litaneyen. Zittau 1754
62. Progr. Mardochaeus sive fiducia in Deum da superbia, et crudelitate gloriose triumphans. Zittau 1755
63. Gottes Wort, als der beste Trost im menschlichen Elende und Sterben; eine Denkschrift. Zittau 1755
64. Progr. die Dankbegier einer gläubigen Seele vor alle göttliche Wohlthaten. Zittau 1755
65. Progr. Gott das höchste Gut und Erbtheil wahrer Christen. Zittau 1756
66. Progr. Der himmlische Gnadenlohn christlicher Standhaftigkeit. Zittau 1756
67. Lieder bey dem jährlichen Umgang der Waisenkinder…